# Gigantismus

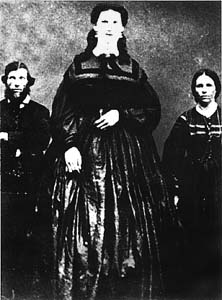
Anna Swan a její rodiče

Gigantismus je stav, při kterém je růstový hormon u dětí a zvířecích mláďat produkován v nadměrném množství. Výsledkem je abnormální růst skeletu, muskulárního systému a ve výsledku tedy i nadměrný vzrůst člověka či jiného zvířete, jeho šířky (ryby) či délky (hadi), zejména u vyvíjejících se jedinců, respektive mláďat.
Za takzvaný polární gigantismus, kdy se v moři vyskytují velcí živočichové, patrně může vyšší hladina kyslíku v chladných polárních vodách. S geologickým vývojem Země rostla koncentrace kyslíku v atmosféře a s tím rostla i velikost živočichů.
Po dokončení růstu způsobí nadprodukce růstového hormonu syndrom zvaný akromegalie. Nedostatek růstového hormonu během vývoje naopak způsobí nanismus, trpasličí vzrůst.